# Archaeospheniscus lopdelli
Az Archaeospheniscus lopdelli a madarak (Aves) osztályának pingvinalakúak (Sphenisciformes) rendjébe, ezen belül a pingvinfélék (Spheniscidae) családjába és a Palaeeudyptinae alcsaládjába tartozó fosszilis faj.

## Tudnivalók
Az Archaeospheniscus lopdelli nevű fosszilis pingvinfajból, korábban az egyetlen bizonyítottan idetartozó példányát az Új-Zélandon lévő Duntroon nevű kisváros melletti Kokoamu Greensand-formációban találták meg. Ennek a raktárszáma, C.47.21 és az otagói múzeumban őrzik. Ez a példány a késő oligocén korszakban élt, ezelőtt 28-27 millió éve. Újabban az Antarktiszhoz tartozó Seymour-szigeten lévő  La Meseta-formációban is találtak olyan maradványokat, melyek meglehet, hogy ehhez a fosszilis fajhoz tartoznak; ezek a kövületek a késő eocén korszakból származnak, és körülbelül 37-34 millió évesek (Tambussi et al., 2006).
A 85-120 centiméteres magasságával, nemének a legnagyobb képviselője, azonban átlagosan kisebb volt, mint a mai császárpingvin (Aptenodytes forsteri). Mivel a szóban forgó pingvin és közeli rokona, az Archaeospheniscus lowei majdnem ugyanakkorák voltak, továbbá ugyanott és ugyanabban az időben éltek, egyes őslénykutató szerint az A. lopdelli az A. lowei-nak a szinonimája, vagyis csak egy fajról volna szó. Azonban az újabb antarktiszi felfedezések megkérdőjelezik az összevonást. A két madárfaj rendszerezésének a pontos meghatározásához, további rendszertani és biogeográfiai kutatások szűkségesek.
A tudományos fajnevét, azaz a másodikat, a lopdelli-t, J. C. Lopdellról kapta, aki a madár leírójának, Brian John Marplesnek segített a maradványok kiásásában. Lopdell egyéb duntrooni ásatásoknál is részt vett.

### Fordítás
- Ez a szócikk részben vagy egészben  az   Archaeospheniscus lopdelli című angol Wikipédia-szócikk ezen változatának fordításán alapul.  Az eredeti cikk szerkesztőit annak laptörténete sorolja fel. Ez a jelzés csupán a megfogalmazás eredetét és a szerzői jogokat jelzi, nem szolgál a cikkben szereplő információk forrásmegjelöléseként.